# Bentinck (Australie)
Pour les articles homonymes, voir Bentinck.
L'île Bentinck est l'une des îles Wellesley méridionales, en mer d'Arafura, plus précisément dans le golfe de Carpentarie, au Queensland. C'est le lieu de résidence traditionnel du peuple Kaiadilt, qui a longtemps vécu de façon relativement isolée. Une grave sécheresse en 1942-1945 et un cyclone en 1948 rendent l'île de Bentinck inhabitable, et la population est amenée à se déplacer sur l'île voisine de Mornington à la fin des  années 1940. Une réinstallation sur l'île Bentinck se fait en partie dans les années 1990 mais n'est pas pérenne.

## Histoire
Pendant des milliers d'années, le groupe tribal Kaiadilt des Aborigènes australiens a vécu dans un quasi-isolement sur l'île, parlant leur langue Kayardild,.
L'explorateur Matthew Flinders a cartographié les îles du golfe en 1802 et a attribué des noms européens aux groupes d'îles (îles Wellesley et îles Wellesley méridionales) et à la plus grande île du groupe des îles Wellesley (île Mornington) en l'honneur de Richard Wellesley, 2e comte de Mornington et gouverneur général des Indes, ainsi qu'à l'île Bentinck,, en l'honneur de Lord William Bentinck, alors gouverneur de Madras, en Inde.
L'île a été le théâtre d'un massacre en 1918, connu sous le nom de massacre de McKenzie, perpétré par un colon dénommé John McKenzie, au cours duquel des habitants indigènes ont trouvé la mort,. Les Kaiadilt ont été le dernier peuple côtier, parmi les aborigènes d'Australie, dans l'établissement de relations régulières avec les colons européens. Ils vivait aussi relativement à l'écart des autres peuples autochtoones australiens. Leur culture traditionnelle a été ainsi longtemps préservée. Mais une grave sécheresse en 1942-1945 et un cyclone en 1948 rendent l'île de Bentinck inhabitable, et les missionnaires presbytériens déplacent le peuple Kaiadilt sur l'île voisine de Mornington. Les missionnaires commencent à déplacer cette population à la fin des  années 1940, alors que moins de 100 Kaiadilt vivent encore sur l'île,. Les enfants sont séparés de leurs parents et sont placés dans des écoles de la mission, avec interdiction de parler leur langue. Une réinstallation sur l'île Bentinck se fait en partie dans les années 1990 mais ne dure pas.

## Géographie
L'île a une superficie d'environ 180 km2, composée principalement de terres arides, avec des récifs au large de la côte. Le paysage est assez plat et se divise en blocs de couleur relativement distincts. Le point culminant de l'île est une dune d'environ dix mètres de haut. Dans la mer, qui prend différents tons de bleu, des pièges à poisson en pièce ont été construits le long des pourtours de l'île. Les reflets de la lumière dans la vase créent là encore des palettes de teintes.

## Personnalités notables
- Sally Gabori[8]